# Университет Киншасы
Университет Киншасы (фр. Université de Kinshasa, UNIKIN) — один из трёх основных университетов Демократической Республики Конго вместе с Университетами Кисангани и Университетом Лубумбаши. Первоначально основанный в 1954 году как Университет Лованиум во время бельгийского колониального правления, нынешний университет был основан после разделения Национального университета Заира (UNAZA) в 1981 году. Расположен в Киншасе.
В университете обучались 29 554 человека. Профессорско-преподавательский и исследовательский состав — 1929 человек. В настоящее время в нём находится 12 академических факультетов.

## Кампус
Университет расположен примерно в 25 километров (16 миль) к югу от центра Киншасы в пригороде Лембы.
Многие помещения кампуса пришли в негодность и находятся в плохом состоянии или в них отсутствуют надлежащие учебные пособия — в 2003 году в коллекции научной библиотеки было всего 300 наименований. С 2001 года в университете действует Cisco Academy — совместный проект, спонсируемый американской компанией-разработчиком программного обеспечения Cisco и Программой развития ООН. Академия специализируется на предоставлении новейших технологий, обучении студентов установке и эксплуатации компьютерных сетей, а все учебные работы проводятся в онлайн-режиме.
Университет не фигурирует ни в одном рейтинге университетов.

## История

### Университет Лованиум
Университет был основан в 1954 году как Университет Лованиум бельгийскими колониальными властями после критики за то, что они сделали слишком мало для обучения народа Конго. Первоначально университет был связан с Лёвенским университетом, находящимся в Бельгии. Когда он открылся, университет получил значительные субсидии от колониального правительства и финансирование от Фонда Форда, Фонда Рокфеллера и Агентства США по международному развитию и был признан лучшим университетом в Африке.

### Национальный университет Заира

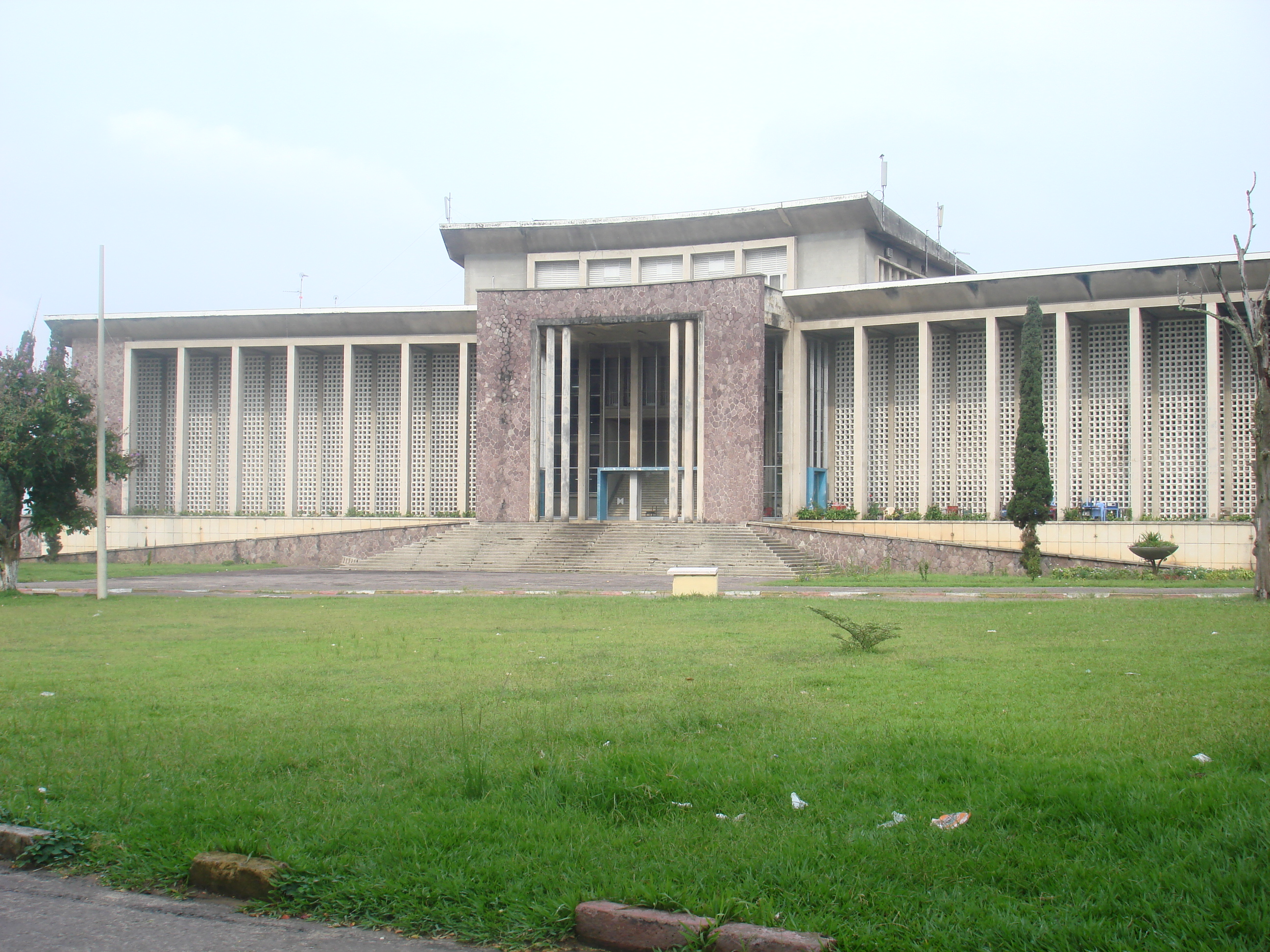
Ректорат, главное административное здание Университета Киншасы

В августе 1971 года университет был объединён с Протестантским автономным университетом Конго (фр. Université Libre du Congo) и Университетом Конго в Лубумбаши (основан в 1956 году) в Национальный университет Заира (фр. Université Nationale du Zaïre, UNAZA). Связи с Лёвенским католическим университетом были разорваны, и финансирование университета начало стремительно падать. На тот момент в университете было всего 5000 студентов.
Решение объединить частные университеты в единую централизованную систему было принято, по крайней мере, частично, чтобы противостоять опасениям по поводу политических демонстраций в кампусе. Вся система высшего образования находилась в ведении одного ректора, а преподаватели и сотрудники были переведены на федеральную заработную плату.
К 1981 году централизованная система стала слишком обременительной. Было принято решение восстановить три отдельных института: Университет Киншасы, Университет Кисангани и Университет Лубумбаши.

### Снижение финансирования
Обретя независимость, на протяжении 1980-х годов. Университет Киншасы продолжал испытывать финансовые трудности. К 1985 году кампус приходил в упадок, он был завален мусором, а общежитие находилрсь в плохом состоянии. Столовая университета перестала подавать еду, а оплата профессоров упала до 15 $.
В ответ на сокращение государственных средств в 1985 году плата за обучение была увеличена на 500 %, а в 1989 году было произведено более значительное сокращение с приостановкой почти всех стипендий и финансовой помощи и введением новых сборов. В течение 1980-х годов до 90 % бюджета университета оплачивалось государством, и лишь небольшая часть доходов поступала от обучения студентов. К 2002 году правительство выделило на вуз всего лишь 8000 $ из ориентировочного годового бюджета университета в 4,3 млн $ (не считая некоторых расходов на персонал, которые оплачиваются непосредственно государством).

## Ядерный реактор
Первый ядерный реактор в Африке был построен в Университете Киншасы в 1958 году. Реактор, известный как TRICO I, представляет собой реактор TRIGA, построенный General Atomics. TRICO означает комбинацию TRIGA или «Тренинг изотопов General Atomic» и Конго.
Реактор был построен, когда страна всё ещё находилась под бельгийским контролем, и при поддержке правительства США в рамках программы «Атом для мира» расчётная мощность TRIGA I составляла 50 киловатт, и в 1970 году его остановили. В 1967 году Африканский союз создал Региональный центр ядерных исследований, и США согласились предоставить ещё один реактор TRIGA. Второй реактор TRICO II имеет мощность в 1 мегаватт и был введён в эксплуатацию в 1972 году.
В 2001 году сообщалось, что реактор TRICO II был введён в эксплуатацию, однако в 1998 году он был переведён в режим ожидания. Правительство Демократической Республики Конго прекратило финансирование программы в конце 1980-х годов, и с тех пор США отказались поставлять запасные части.

## Факультеты и подразделения

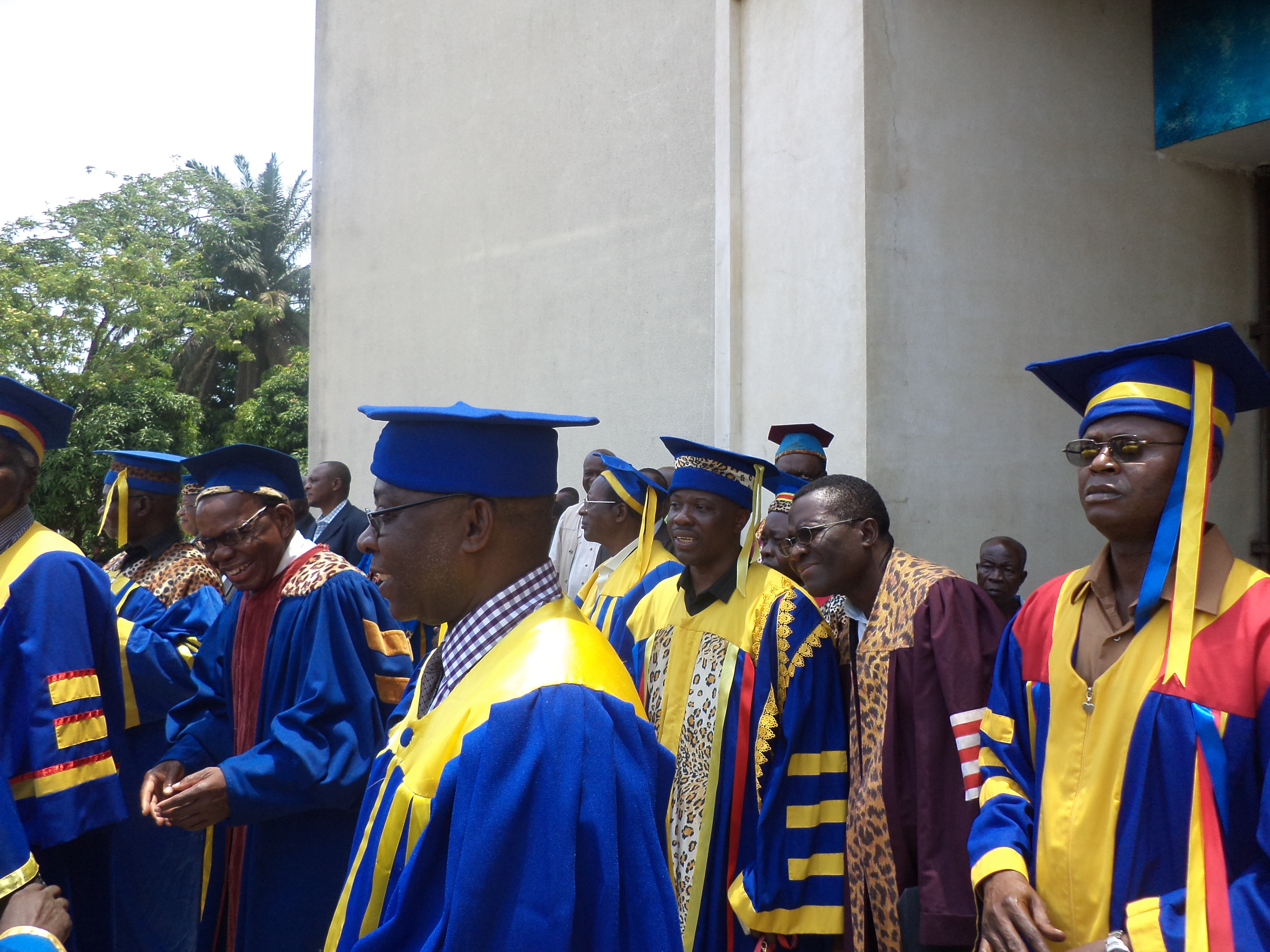
Профессора университета в академической одежде

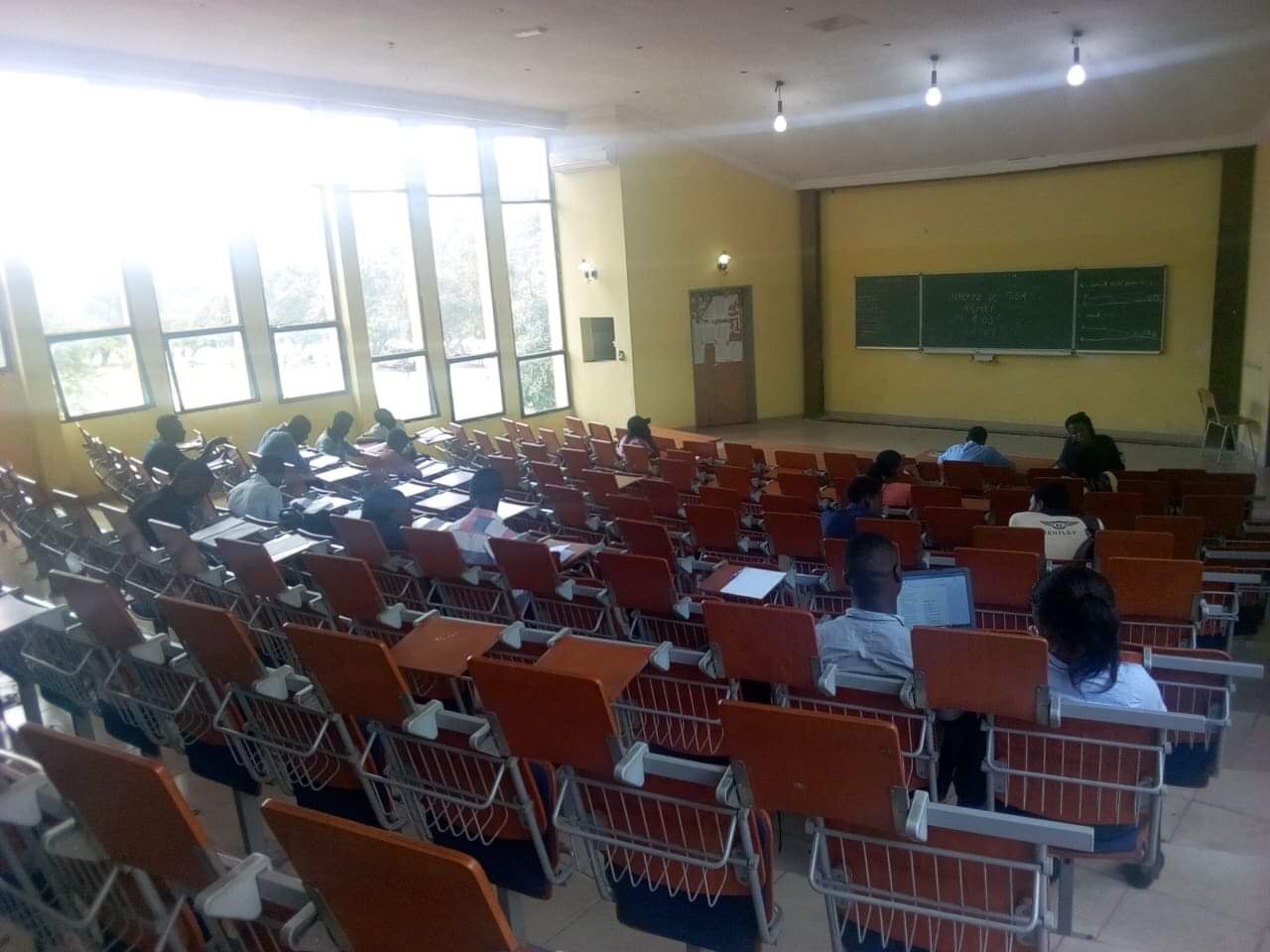
Одна из аудиторий университета

В университете 12 академических факультетов:
- Факультет искусств и гуманитарных наук
- Факультет права
- Факультет экономики и менеджмента
- Факультет социальных наук, политики и управления
- Факультет инженерии
- Факультет наук
  - На факультете естественных наук можно изучать следующие предметы: физика, математика, информатика, биология, химия, геология.
- Факультет сельскохозяйственных наук
- Факультет психологии и педагогических наук
- Факультет медицины
  - На медицинском факультете можно изучать следующие предметы: биомедицина, реабилитология и стоматология.
- Факультет фармацевтических наук
- Факультет ветеринарной медицины
- Факультет нефтехимии и возобновляемых источников энергии

## Известные выпускники
- Артур З’ахиди Нгома — политик, вице-президент переходного правительства Демократической Республики Конго (2003-2006);
- Дидье Этумба — военный офицер;
- Сильвестр Илунга — политик, премьер-министр ДРК (2019—2021);
- Стив Вэмби — криминолог и журналист-расследователь;
- Вебе Кадима — доцент;
- Эммануэль Рамазани Шадари — политик;
- Ален Даниэль Шекомба — бизнесмен, политик и физик;
- Жаклин Пендж Санганьой — политик;
- Александр Луба Нтамбо – политический и государственный деятель ДРК.